# 香港—尼加拉瓜關係
香港—尼加拉瓜關係（西班牙語：Relaciones Hong Kong-Nicaragua），是尼加拉瓜和香港之間的雙邊關係。在1997年香港回归以前为尼加拉瓜与英国关系的一部分，现阶段则为尼加拉瓜与中国关系的一部分。
尼加拉瓜和香港的雙邊關係可以追溯到16世纪，當時尼加拉瓜系西班牙帝国的一部分，當時的西班牙商人也已經與香港的明朝商人有經貿上的往來，他們將明朝商品帶入了當時還是西班牙殖民地的尼加拉瓜。
在1997年7月1日香港回归中华人民共和国以前，尼加拉瓜曾在英属香港开设有名誉领事馆，回归后，因為香港受到《香港基本法》的限制，且因为当时的尼加拉瓜政府承认中华民国，未与中华人民共和国建交，因此也无法在香港继续开设领事机构。
2013年6月13日，尼加拉瓜国会允许香港尼加拉瓜运河开发投资有限公司（HKND）用5年时间开凿运河，并获得独家规划、设计、建设及100年的运营及管理运河和其他潜在项目（包括港口、自由贸易区、国际机场和其他基础设施开发项目）的权利。7月30日，HKND董事长兼总裁王靖公布運河計劃，造價400億美元。
2014年7月7日，尼加拉瓜运河的路线规划获批。9月，工程總投資額增加至500億美元。
2014年12月22日，尼加拉瓜运河在里瓦斯市動土。同日，中华人民共和国外交部发言人华春莹在例行记者会上表示，中方有关企业参与尼加拉瓜运河项目係企业自主行为，与中国政府没有关系。
2016年6月，王靖與尼加拉瓜總統丹尼尔·奥尔特加共同出席新發布會，簽署尼加拉瓜運河發展項目獨家商業協議。
2020年6月30日，在联合国人权理事会第44次会议上，尼加拉瓜代表参与共同发言，支持中华人民共和国立法机关通过《中华人民共和国香港特别行政区维护国家安全法》。尼加拉瓜是当时唯一一个支持香港国安法的非中华人民共和国邦交国。 2021年12月，尼加拉瓜与中华人民共和国恢复邦交。

## 參看
- 尼加拉瓜运河
- 中国—尼加拉瓜关系